# Minneapolis Millers (AHA)
Die Minneapolis Millers waren eine US-amerikanische Eishockeymannschaft aus Minneapolis, Minnesota. Die Mannschaft spielte zwischen 1925 und 1950 unter anderem in der American Hockey Association.  

## Geschichte
Das Franchise nahm zur Saison 1925/26 den Spielbetrieb in der nur ein Jahr lang bestehenden Amateurliga Central Hockey League auf. Anschließend war die Mannschaft 1926 eines der sechs Gründungsmitglieder der Profiliga American Hockey Association. Deren Meistertitel gewannen sie erstmals in der Saison 1927/28. Von 1931 bis 1935 spielten die Millers in der professionellen Central Hockey League. Daraufhin kehrte das Team 1936 in die American Hockey Association zurück, in der die Oklahoma City Warriors bereits die Saison 1935/36 nach einer Franchise-Umsiedlung während der laufenden Spielzeit unter dem Namen Minneapolis Warriors beendet hatten. In der Saison 1936/37 gewannen die Millers erneut den Meistertitel der AHA. Nachdem die Liga im Anschluss an die Saison 1941/42 den Spielbetrieb eingestellt hatte, wurden auch die Millers inaktiv. Mit Gründung der United States Hockey League als Nachfolgeliga der AHA 1945, wurde auch das Team aus Minneapolis reaktiviert. Trotz des Meistertitels in der Saison 1949/50 wurde die Mannschaft anschließend aufgelöst. 
Von 1959 bis 1963 spielte eine gleichnamige Mannschaft in der International Hockey League.